# لانگ ایکر

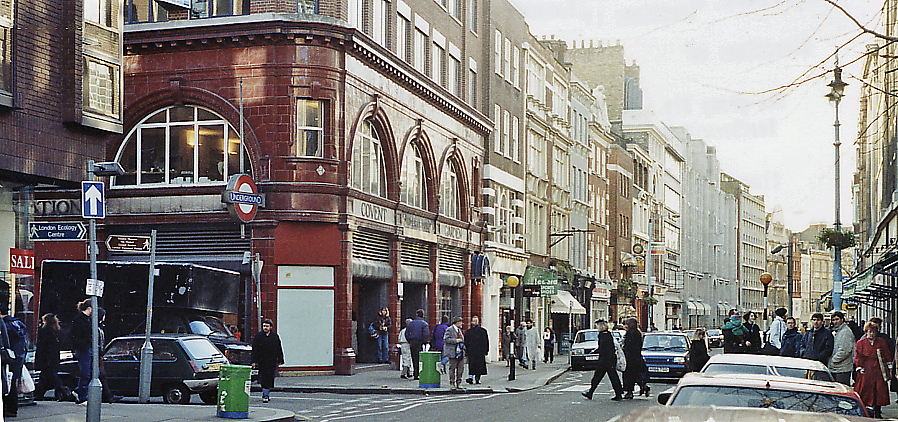
لانگ ایکر در سال ۱۹۹۱.

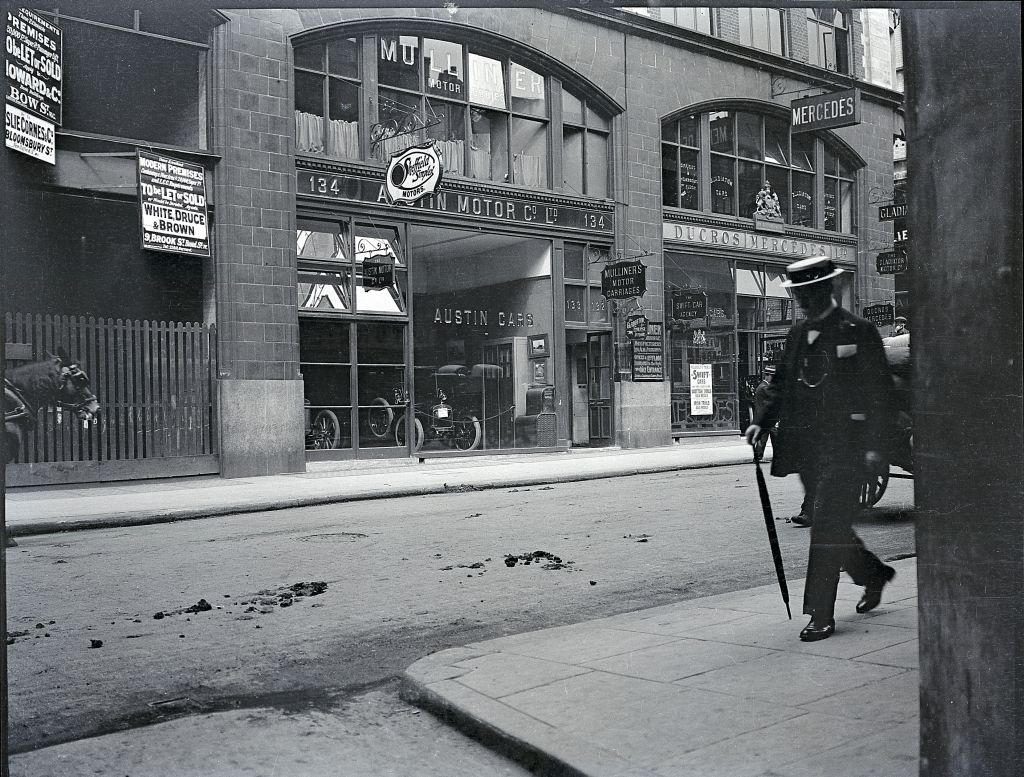
نمایندگی آستین موتور در خیابان لانگ ایکر در سال ۱۹۱۰

لانگ ایکر (انگلیسی: Long Acre) یک خیابان در شهر وست‌مینستر، لندن است.
این خیابان که در تقاطع خیابان سنت مارتین لین و خیابان گریت نیوپورت در غرب شروع و در تقاطع با خیابان دروری لین در شرق به پایان میرسد، این خیابان که در قرن ۱۷ میلادی ساخته شده بیشتر به دلیل وجود نمایندگی شرکت های خودروسازی شهرت داشته است. ایستگاه متروی کاونت گاردن در خیابان لانگ ایکر قرار دارد.